# Patrick David Wall
Patrick David Wall (ur. 25 kwietnia 1925 r., zm. 8 sierpnia 2001 r.) – brytyjski neurobiolog, określany jako „wiodący ekspert w dziedzinie bólu”, współautor bramkowej teorii bólu.

## Wczesne życie i edukacja
Wall urodził się w Nottingham jako syn Thomasa Walla, dyrektora oświaty w Middlesex i Ruth Cresswell. Był uczniem St Paul's School w Londynie i Uniwersytetu Oksfordzkiego – studiował medycynę na Christ Church. Na studiach zainteresował się pojęciem bólu. Swoje pierwsze dwie prace opublikował w czołowych czasopismach naukowych Brain i Nature w wieku 21 lat. Jako student pomógł założyć British Medical Students' Journal, częściowo by promować kampanię utworzenia brytyjskiego NHS, Narodowej Służby Zdrowia. Studia ukończył w 1948 r. i do tego czasu opublikował trzy artykuły w uznanych tytułach.

## Kariera i badania
Po ukończeniu studiów przez krótki czas leczył ocalałych z Holokaustu i uchodźców w Europie kontynentalnej, a następnie przeniósł się do Stanów Zjednoczonych, gdzie objął stanowisko wykładowcy w Yale School of Medicine i badał zastosowanie lobotomii w kontrolowaniu depresji.
Pracował tam do 1950 roku, kiedy zaproponowano mu stanowisko adiunkta na Uniwersytecie w Chicago. Potem w 1953 r. został wykładowcą na Uniwersytecie Harvarda, a w 1957 – profesorem nadzwyczajnym Massachusetts Institute of Technology. Tam poznał późniejszego wieloletniego pracownika, Ronalda Malzacka. Tytuł profesora zdobył w 1960 r.
W dwa lata później z inicjatywy Malzacka, napisali artykuł o bramkowej teorii bólu, opublikowany w Brain; według Walla przeczytały go jakieś trzy osoby. Po korektach i rozszerzeniach opublikowali go ponownie jako Pain Mechanisms: a new theory (Mechanizmy bólu: nowa teoria) w Science w 1965 roku, gdzie przyciągnął szerszą uwagę, głównie nacechowaną negatywnie. Spojrzano nań inaczej po współpracy Walla z Billem Sweetem przy produkcji przezskórnego stymulatora nerwów. Urządzenie działało, potwierdzając opisaną teorię, a Wall zyskał uznanie.
W 1965 roku opublikował powieść sensacyjną „TRIO - The Revolting Intellectuals' Organisation” („TRIO – Organizacja Zbuntowanych Intelektualnych”).
Pełnił funkcję kierownika ds. badań naukowych przy zakładaniu Międzynarodowego Towarzystwa Badań nad Bólem w roku 1973, po czym został pierwszym redaktorem jego czasopisma medycznego Pain.
W 1967 wrócił do Wielkiej Brytanii w związku z groźbami ze strony CIA, że odmowa ujawnienia powiązań politycznych jego grupy badawczej może zagrozić jej finansowaniu i objął stanowisko profesora anatomii na University College London pod zwierzchnictwem J.Z. Younga. Tam nadano mu przydomek „Pan Pat”. Dzięki jego rozpoznawalności laboratoria uczelni przyciągały dużą liczbę studentów i badaczy. Wykłady Walla dobrze oceniali zarówno studenci, jak i koledzy wykładowcy.
W 1972 roku udał się do Jerozolimy, a następnie objął katedrę na Uniwersytecie Hebrajskim, gdzie wykładał przez miesięcy w roku.
Opublikował wraz z R. Melzackiem w roku 1982 The Challenge of Pain (pol. wyd. WAM 2006), a rok później The Textbook of Pain, wydaną do tej pory sześć razy. Został wybrany członkiem Royal Society of Physicians (Królewskiego Towarzystwa Lekarzy) w 1984 r. i Towarzystwa Królewskiego – w 1989. Stało się to z opóźnieniem z uwagi na jego lewicowe poglądy. W tym okresie był wielokrotnie nominowany do Nagrody Nobla.  Otrzymał Medal Sherringtona Royal Society of Medicine (Królewskiego Towarzystwa Medycznego) w 1988 r.. W 1992 wybrano go na członka Royal Society of Anaesthesiologists (Królewskiego Towarzystwa Anestezjologów).
W tym samym roku przeszedł na emeryturę i kontynuował badania eksperymentalne w St Thomas's Hospital Medical School. W 1999 roku został odznaczony Medalem Królewskim „w uznaniu jego zasadniczego wkładu w naszą wiedzę o układzie somatosensorycznym, a zwłaszcza o mechanizmach bólu”.
Był konsultantem ubiegającej się o tytuł doktora neurobiolog Marii Fitzgerald.
Wyniki niektórych badań Walla zostały opisane w wydanej w Polsce książce Świat zmysłów autorstwa Vitusa Dröschera (Wiedza Powszechna 1971, tł. Bożena Witkowska).

## Życie prywatne
Trzykrotnie żonaty. Najpierw z artystką i poetką Betty Tucker – od 10 sierpnia 1950 r. do 1973 r. Następnie z jerozolimską artystką Verą Ronnen, od 26 sierpnia 1976 r.. 6 maja 1999 poślubił Mary McLellan.
Był nałogowym palaczem. W wolnych chwilach prowadził obserwacje ptaków. Unikał rozmów o życiu osobistym, poza poglądami politycznymi – był zagorzałym lewicowcem. Założył wiele organizacji wspierających cele różnej maści.
W 1996 roku zasłabł na wakacjach w Cork. Zdiagnozowano u niego wówczas raka prostaty. Po leczeniu nastąpiła remisja, która utrzymywała się przez pięć lat. W 2001 r.. 8 sierpnia, sześć dni po operacji nerek, Well wypisał się ze szpitala i zmarł w domu tego samego dnia. Chorując, opublikował książkę Pain: The Science of Suffering. Jego ciało poddano sekcji.